# Kaladan
Der Kaladan (Birmanisch: ကစ္ဆပနဒီ), auch Kissapanadi, ist ein etwa 766 km langer Fluss in Südasien, in Myanmar und im indischen Bundesstaat Mizoram.

## Flusslauf
Der Kaladan entspringt als Timit 20 km nordnordwestlich der Stadt Hakha in den Chin Hills im Chin-Staat im Norden von Myanmar. Er fließt anfangs 130 Kilometer nach Süden. Anschließend durchschneidet der Fluss das Gebirge in überwiegend westlicher Richtung. Auf diesem Abschnitt heißt er Boinu. Ab Flusskilometer 523 bildet der Kaladan die Staatsgrenze zwischen Myanmar und Indien. Er verläuft auf diesem Abschnitt nach Norden. Der Fluss heißt in Indien Chhimtuipui. Bei Flusskilometer 427 mündet der Tiau rechtsseitig in den Kaladan. Anschließend verläuft der Fluss innerhalb von Mizoram. Etwa bei Flusskilometer 400 wendet sich der Kaladan scharf nach Süden, bei Flusskilometer 270 überquert er die Grenze nach Myanmar. Dort durchquert er den äußersten Westen des Chin-Staates. Auf den letzten 130 Kilometern fließt der Kaladan durch den Rakhaing-Staat. Er mündet schließlich nahe der Stadt Sittwe in den Golf von Bengalen.
Der Unterlauf des Kaladan wurde in den letzten Jahren zu einem Schifffahrtsweg ausgebaut, der Mizoram mit dem Meer verbinden soll.